# Vítor Gomes
Vítor Hugo Gomes da Silva (Vila do Conde, 25 dicembre 1987) è un calciatore portoghese, centrocampista del Rio Ave.

## Carriera

### Club
Cresce calcisticamente nel Rio Ave dove esordisce nella massima serie portoghese nella stagione 2005-2006. A seguito della retrocessione del club, seguono due stagioni nella serie inferiore dove Vitor Gomes si distingue come uno dei migliori giovani del torneo.
Nel gennaio del 2008, si trasferisce in prestito al Cagliari, per poi ritornare al Rio Ave senza mai avere giocato una partita con i sardi.

### Nazionale
Ha giocato nelle nazionali giovanili portoghesi Under-20 ed Under-21.

## Palmarès

### Club

#### Competizioni nazionali
- Coppa di Portogallo: 1

Desportivo Aves: 2017-2018
- Campionato cipriota: 1

Omonia: 2020-2021
- Segunda Liga: 1

Rio Ave: 2021-2022